# Drasteria hudsonica
Drasteria hudsonica là một loài bướm đêm thuộc họ Erebidae. Loài này có ở Alaska và Yukon tới California, phía đông đến New Mexico và Manitoba.
Sải cánh dài 35–36 mm. Con trưởng thành bay vào tháng 6 in the north. Loài bướm này bay earlier southward.
Ấu trùng ăn Shepherdia canadensis.

## Phụ loài
- Drasteria hudsonica hudsonica
- Drasteria hudsonica heathi
- Drasteria hudsonica seposita (Colorado, Utah)